# 班公错-怒江断层带
班公错-怒江断层带，或称班公错-东巧-怒江断层带，是青藏高原上的一条大型断层带。它在中国境内西起班公错，向东经改则、东巧（属安多，今名强玛），到丁青后转向东南，沿怒江进入缅甸境内，在中国境内长约2,500千米。
班公错-怒江断层带是在四川期的白垩纪末期到古近纪早期形成的。在这一时期，冈底斯地块向北不断移动，与其北部已经拼合到欧亚板块之上的羌塘地块逐渐发生碰撞，于是形成了班公错-怒江碰撞带。冈底斯地块完全拼合到羌塘地块之上后，这条碰撞带便转变为逆掩断层带。
班公错-怒江断层带在地貌上表现为一条东西横贯羌塘高原的低地，班公错和安多-狮泉河公路均位于这条低地内。这条断层带的东南部分则形成怒江河谷。